# Чирешу (Арђеш)
Чирешу (рум. Cireșu) насеље је у Румунији у округу Арђеш у општини Катеаска. Oпштина се налази на надморској висини од 254 m.

## Становништво
Према подацима из 2002. године у насељу је живело 734 становника, од којих су сви румунске националности.